# آرنولد، شهرستان لوئیس، ویرجینیای غربی
آرنولد (به انگلیسی: Arnold) یک منطقهٔ مسکونی در ایالات متحده آمریکا است که در شهرستان لویس، ویرجینیای غربی واقع شده‌است.